# Alejandro Piscitelli
Alejandro Piscitelli (Buenos Aires, 6 d'agost de 1949) és un filòsof argentí. Ha estat director executiu d'Educ.ar (el portal educatiu de l'Estat argentí) (2003-2008), president de l'Asociación de Entidades de Educación a Distancia y Tecnologías Educativas (EDUTIC) i director de continguts de Competir.com. És consultor d'Internet i de comunicació digital. Professor de Processament de Dades, Informàtica i Telemàtica a la Facultat de Ciències Socials (Universidad de Buenos Aires). Ha estat professor a la Facultad Latinoamericana de Ciencias Sociales (FLACSO), a la Universidad de San Andrés, i en diverses universitats a Amèrica Llatina i Espanya. Des de 1995, és coeditor d'Interlink Headline News, un dels primers diaris electrònics de l'Argentina.
Ha publicat els següents llibres: Nativos Digitales. Dieta cognitiva, arquitecturas de participación e inteligencia colectiva. Buenos Aires; Santillana, 2009; Internet. Imprenta del siglo XXI. Barcelona: Gedisa, 2005; Meta-cultura, El eclipse de los medios masivos en la era de Internet, Buenos Aires: La Crujia, 2002; Ciberculturas 2.0. En la era de las máquinas inteligentes. Buenos Aires: Paidos, 2002; La generación Nasdaq. Apogeo ¿y derrumbe? de la economía digital, Buenos Aires: Granica, 2001; Post-Televisión. Ecología de los medios en la era de Internet, Buenos Aires: Paidos, 1998; (Des)Haciendo Ciencia. Conocimiento, creencias y cultura. Buenos Aires: Ediciones del Riel, 1997. També ha estat secretari del Consejo Latinoamericano de Ciencias Sociales (CLACSO) i assessor del Ministeri de Serveis Públics de l'Argentina.